# Vier Gesänge für Frauenchor

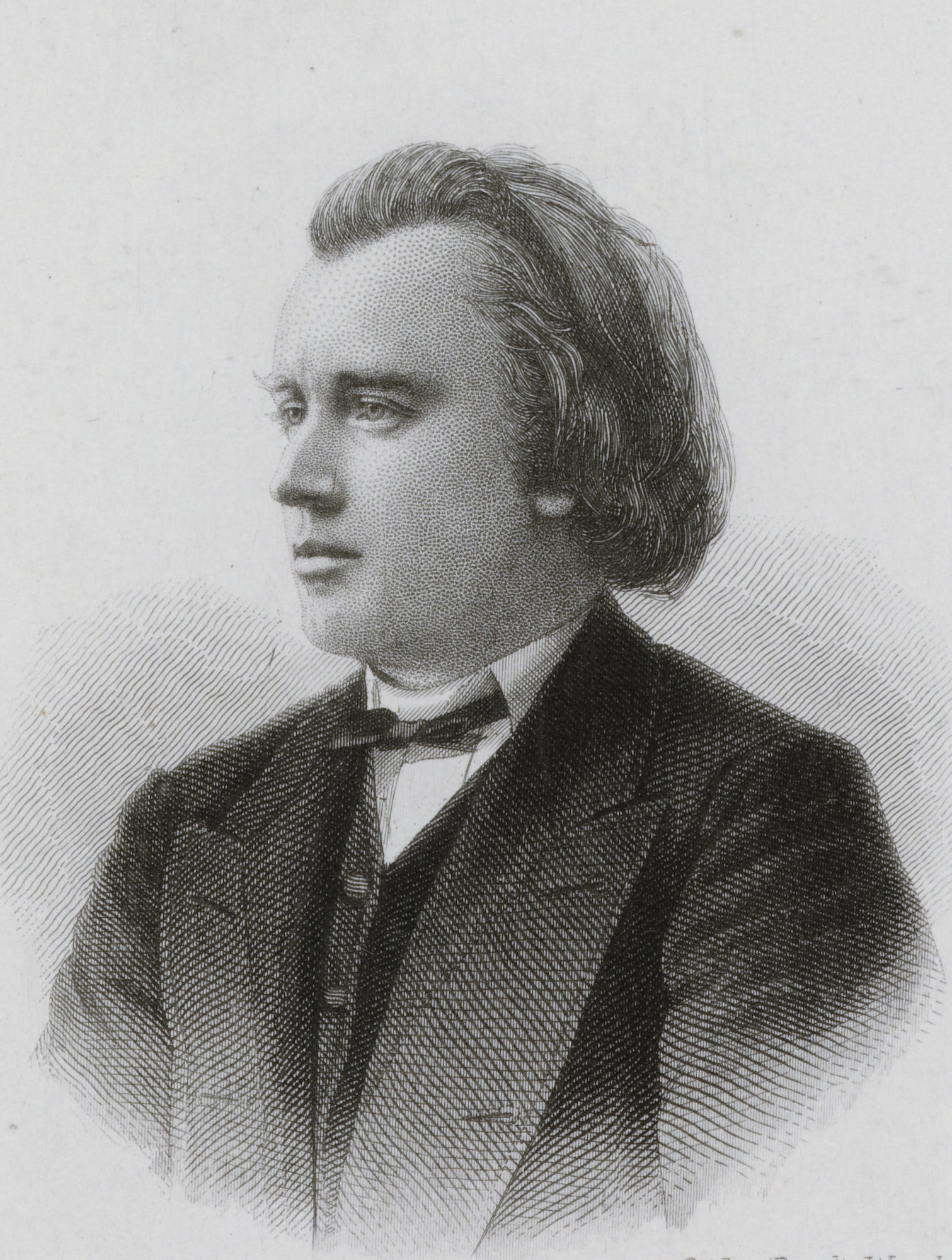
Johannes Brahms (1860)

Die Vier Gesänge für Frauenchor op. 17 sind eine weltliche Komposition für dreistimmigen Frauenchor, zwei Hörner und Harfe von Johannes Brahms (1833–1897). Sie entstanden bis Anfang 1860 und wurden 1861 in Hamburg uraufgeführt.

## Entstehung
Johannes Brahms komponierte das Werk wahrscheinlich zwischen Ende 1859 und Anfang 1860 für den von ihm kurz zuvor gegründeten Hamburger Frauenchor. Uraufgeführt wurde das Werk am 15. Januar 1861 im Großen Wörmerschen Saal des Hamburger Conventgartens unter Leitung des Komponisten, Harfenist war Nicolaus Schaller. Im Januar 1861 erfolgte auch der Erstdruck im Verlag von Nikolaus Simrock, Bonn.

## Text
Der Text besteht aus vier Gedichten, deren drei erste um das romantische Motiv des
unglücklich ins Grab sinkenden Verliebten kreisen, während der letzte Gesang in die (vermeintlich) gälische Epik führt und vom Tod eines Helden berichtet. Die Titel lauten:
1. Es tönt ein voller Harfenklang, basierend auf dem Gedicht „Dunkles Laub“ von Friedrich Ruperti.
2. Lied von Shakespeare, das „Lied des Narren“ aus William Shakespeares „Was ihr wollt“ in der Übersetzung von Friedrich Schlegel.
3. Der Gärtner, nach einem Text aus Joseph von Eichendorffs Roman „Aus dem Leben eines Taugenichts“.
4. Gesang aus Fingal, aus „Ossians“ Fingal-Epos in der Übersetzung von Johann Gottfried Herder.

## Charakterisierung
Besetzung: Dreistimmiger Frauenchor (SSA), 2 Hörner und Harfe. Die Aufführungsdauer liegt zwischen gut 15 und knapp 20 Minuten.
Die ungewöhnliche Kombination der Gesangsstimmen mit Hörnern und Harfe wirkt in ihrem Klangkolorit hochromantisch und stellt zudem engen Bezug zum Text des ersten Stücks her.
In den ersten drei der vier Gesänge orientierte sich Brahms stark an der Chormusik-Tradition von Felix Mendelssohn Bartholdy und Robert Schumann. Der vierte Gesang in seiner dunklen Stimmung verweist hingegen bereits auf spätere Werke von Brahms.
Im ersten Gesang orientierte sich Brahms zwar am strophischen Aufbau des Gedichts, stellt dem eigentlichen Lied jedoch eine Einleitung von Horn und Harfe voraus (das zweite Horn schweigt in diesem Stück). Den zweiten Gesang komponierte Brahms ebenfalls schlicht strophisch, legte aber großen Wert auf enge motivische Bezüge innerhalb des Liedes. Karl Geiringer verweist auf deutliche Anklänge des dritten Chores an Mendelssohns Vertonung desselben Textes (Nr. 3 Gruß aus Sechs zweistimmige Lieder op. 63). Der trauermarschartige Gesang aus Fingal ist durchkomponiert und dreiteilig. Im Mittelteil ruht die Harfe, während zu den drei übrigen Stimmen eine vierte Stimme (Alt) hintritt.